# Dercitus plicatus
Dercitus plicatus is een spons in de taxonomische indeling van de gewone sponzen (Demospongiae). De wetenschappelijke naam van de soort werd in 1868 gepubliceerd door Schmidt.